# Eleição municipal de Contagem em 2024
A eleição municipal do município de Contagem em 2024 ocorreu no dia 6 de outubro (primeiro turno) com o objetivo de eleger um prefeito, um vice-prefeito e 22 vereadores responsáveis pela administração da cidade no mandato a se iniciar em 1° de janeiro de 2025 e com término em 31 de dezembro de 2028. A prefeita titular é Marília Campos, do PT, que por ainda estar em seu primeiro mandato está apta a disputar a eleição.
No primeiro turno, realizado em 6 de outubro, Marília Campos, candidata pelo PT, foi reeleita com 188.288 votos (60,68% dos votos válidos), seguida de Junio Amaral, candidato pelo PL, que obteve 120.376 votos (38,93%). Para a Câmara Municipal, Léo da Academia, do PDT, foi o candidato mais votado da cidade com 10.627 votos (3,41% dos votos válidos); os partidos que mais conseguiram as cadeiras para a câmara legislativa foram o PT, PL e UNIÃO, com três cada.

## Candidatos à prefeitura
| Nº | Prefeito(a)  | Prefeito(a)                  | Prefeito(a)       | Prefeito(a) | Vice-prefeito(a) | Vice-prefeito(a) | Vice-prefeito(a)      | Vice-prefeito(a)  | Vice-prefeito(a)  | Coligação Partido(s) | Ref.  |
| Nº | Candidato(a) | Candidato(a)                 | Partido Federação | Cargos relevantes | Candidato(a)     | Candidato(a)     | Candidato(a)          | Partido Federação | Cargos relevantes | Coligação Partido(s) | Ref.  |
| -- | ------------ | ---------------------------- | ----------------- | --- | ---------------- | ---------------- | --------------------- | ----------------- | ----------------- | --- | ----- |
| 13 |              | Marília Campos               | PT FE Brasil      | - Vereadora de Contagem (2001–2003) - Deputada Estadual de Minas Gerais (2003–2004, 2015–2020) - Prefeita de Contagem (2005–2013; 2021–2024) |                  |                  | Ricardo Faria         | PSD               | - Outros          | Juntos Por Contagem FE Brasil (PT, PCdoB e PV), PSD, PSB, PDT, Fed. PSOL REDE, Fed. PSDB Cidadania, PP, UNIÃO, MDB e Solidariedade | [ 4 ] |
| 16 |              | Gustavo Olímpio              | PSTU              | - Professor |                  |                  | Geraldo Araújo Batata | PSTU              | - Outros          | Sem coligação | [ 5 ] |
| 22 |              | Junio Amaral                 | PL                | - Deputado federal por Minas Gerais (2019–2027)                                                                                              |                  |                  | Flávia Faulstich      | NOVO              | - Enfermeira      | Pelo Bem de Contagem PL e NOVO | [ 6 ] |
| 29 |              | Sebastião de Oliveira Pessoa | PCO               | - Programador de Computador |                  |                  | Túlio César           | PCO               | - Psicólogo       | Sem coligação | [ 7 ] |
| 35 |              | Dulce                        | PMB               | - Empresária |                  |                  | Carla Costa           | PMB               | - Empresária      | Sem coligação | [ 8 ] |

## Resultados

### Prefeito
| Fonte: TSE             | Fonte: TSE                  | Fonte: TSE                      | Fonte: TSE                          | Fonte: TSE                          |
| Candidato(a)           | Candidato(a)                | Candidato(a) a vice-prefeito(a) | Primeiro turno 6 de outubro de 2024 | Primeiro turno 6 de outubro de 2024 |
| Candidato(a)           | Candidato(a)                | Candidato(a) a vice-prefeito(a) | Total                               | Percentagem                         |
| ---------------------- | --------------------------- | ------------------------------- | ----------------------------------- | ----------------------------------- |
|                        | Marília Campos (PT)         | Ricardo Faria (PSD)             | 188.288                             | 60,68%                              |
|                        | Junio Amaral (PL)           | Flávia Faulstich (NOVO)         | 120.376                             | 38,93%                              |
|                        | Gustavo Olímpio (PSTU)      | Geraldo Araújo Batata (PSTU)    | 625                                 | 0,2%                                |
|                        | Dulce (PMB)                 | Carla Costa (PMB)               | 447                                 | 0,14%                               |
|                        | Sebastião de Oliveira (PCO) | Túlio César (PCO)               | 131                                 | 0,04%                               |
| Total de votos válidos | Total de votos válidos      | Total de votos válidos          | 310.076                             | 88%                                 |
| → Votos em branco      | → Votos em branco           | → Votos em branco               | 18.718                              | 3,93%                               |
| → Votos nulos          | → Votos nulos               | → Votos nulos                   | 23.429                              | 5,66%                               |
| Total                  | Total                       | Total                           | 352.354                             | 76,75%                              |
| Abstenções             | Abstenções                  | Abstenções                      | 106.756                             | 23,25%                              |
| Total de inscritos     | Total de inscritos          | Total de inscritos              | 459.110                             | 459.110                             |